# Сажино (Свердловская область)
Сажино — село в Артинском районе Свердловской области России.
Село расположено на реке Бугалыш (притоке Уфы), в 212 километрах к юго-западу от Екатеринбурга. Входит в состав Сажинской сельской администрации администрации Артинского городского округа. В состав территории сельской администрации также входят деревни: Конёво, Соколята, Турышовка и Попово. 

## История

### Возникновение
Поселение основано как деревня Сажина в 1782 г. выходцами из Златоустовской и Сыринской волостей Красноуфимского уезда.
В селении было четыре околотка. Все они владели землёй в разных пластах и по разным договорам.
В селе Сажино располагались: церковь, земская школа, волостное правление, земская станция, почтовая контора, фельдшерский пункт.
В селе регулярно проводились ярмарки, обычно три раза в год — на Рождество (6 января), весной — 23 апреля и осенью — 26 октября.
В состав Сажинской волости входили и рядом расположенные деревни, которые в своё время назывались обществами.

### Советский период
В 1944—1963 годах Сажино было центром Сажинского района.

### Новейшая история
В 2008 году завершилось строительство межпоселкового газопровода Сажино-Ильчигулово стоимостью 80 млн рублей.

## Известные уроженцы
- Шаров, Маркел Потапович (1912—1995) — Герой Советского Союза, участник Великой Отечественной войны.

## Геология
Между сёлами Сажино и Большие Карзи вскрыт стратотипический разрез.

## Население
| 1959 | 2002  | 2010  | 2021  |
| ---- | ----- | ----- | ----- |
| 2073 | ↘1477 | ↘1331 | ↘1100 |

## Инфраструктура
В Сажино есть средняя школа, больница, дом культуры, библиотека, отделение связи. Село связано с Екатеринбургом автобусным сообщением.
В селе расположены Сажинское лесничество и сельскохозяйственный производственный кооператив (СПК) «Ударник».